# Stiefmutter
Eine Stiefmutter (von mittelhochdeutsch stiefmuoter, von stief, von ahd. stiof, von germ. *steupa, *steupaz, gestutzt, Stief, ähnlich dem idg. *steup-, stoßen, schlagen, Stock, Stumpf) ist eine Frau, die für mindestens eine Person mütterliche Verantwortung übernommen hat (vgl. soziale Mutter, rechtliche Mutter), ohne deren leibliche Mutter zu sein. In den meisten Fällen ist sie eine neue Partnerin (zum Beispiel Ehefrau) des Kindsvaters oder der Kindsmutter.
In der Vergangenheit war es durch die hohe Sterblichkeitsrate bei der Geburt und im Wochenbett (Kindbettfieber) und der Notwendigkeit der Wiederverheiratung des Witwers nicht ungewöhnlich, dass Kinder mit Stiefmüttern aufwuchsen.

## Rechtliche Beziehung
Mit der Bezeichnung Stiefmutter ist noch keine rechtliche Beziehung zum Kind gegeben. Besteht zwischen der Stiefmutter und dem Vater oder der leiblichen Mutter des Kindes eine Ehe bzw. eingetragene Lebenspartnerschaft, so sind Stiefmutter und Stiefkind verschwägert.
Eine darüber hinausgehende rechtliche Beziehung kann nur durch Adoption entstehen, jedoch kann die Stiefmutter dem Stiefkind in Deutschland durch Einbenennung ihren Familiennamen geben.
Geht also der Vater eines Kindes, dessen Eltern geschieden sind, eine neue Beziehung mit einer Frau ein, und lebt das Kind mit diesen in sozialer Gemeinschaft, so ist diese Frau die Stiefmutter des Kindes, unabhängig davon, ob die biologische Mutter verstorben ist oder nicht.

## Die Stiefmutter im Märchen
Das Motiv der Stiefmutter wird in Märchen häufig verwendet. In der französischen Sprache bezeichnet der Begriff Marâtre eine böse Stiefmutter. Sprichwörtlich und aus Märchen (wie Aschenputtel) wohlbekannt ist das Stereotyp der „bösen Stiefmutter“. Weitere Beispiele:
- Brüderchen und Schwesterchen (Grimms Märchen)
- Hänsel und Gretel (Grimms Märchen, seit der Fassung von 1840. In den Fassungen von 1812, 1819 und 1837 ist es noch die leibliche Mutter[1])
- Frau Holle (Grimms Märchen)
- Schneewittchen (Grimms Märchen, seit der Fassung von 1819. In der Urfassung von 1812 ist es noch die leibliche Mutter[2])
- Die drei Männlein im Walde (Grimms Märchen)
- Die weiße und die schwarze Braut (Grimms Märchen)
- Der Liebste Roland (Grimms Märchen)
- Der Herrgott vom Bäuchlein (Märchen aus dem Wälschtirol[3])

Stiefmütter (wie auch Schwiegermütter) verkörpern in diesen Märchen oft das Böse als Störer der Familienharmonie – sie gelten hier als das lieblose Gegenteil der wirklichen Mutter, als eine Frau, die die Kinder ihrer Vorgängerin hasst. Nur sehr selten kommt in Märchen hingegen ein „böser Stiefvater“ vor. Aber es gibt sie, wie in dem 2018 in Frankreich erschienenen Märchen (Éléonore), das von R.J.P Toreille geschrieben wurde, oder in Der Teufel mit den drei goldenen Haaren. Auffallend viele deutsche Märchen setzen eine „matrilineare“ Erbfolge voraus. Dies zeigt sich daran, dass Prinzen bzw. „Schweinehirten“ kommen, heiraten und über die geheiratete Tochter erben. Wenn sie bei deren Herkunftsfamilie bleiben, liegt auch Uxorilokalität vor. Hier wird die Tochter der Mutter als potentielle Herrschaftskonkurrentin gefährlich; die Mutter erscheint dann als böse. In mehreren wissenschaftlichen Studien wurde versucht diesem Phänomen nachzugehen.
Ingeborg Weber-Kellermann hält hingegen die Stiefmutter im Märchen, die ihre Stiefkinder nicht hinreichend versorgt, für die „fremde Frau“, die entgegen den Regeln in matrilineare Clans aufgenommen wird.

## Die Stiefmutter in der Wissenschaft

### Psychoanalyse
Die Figur der (bösen) Stiefmutter gilt für die Analytischen Psychologie in der Tradition Carl Gustav Jungs als Ausprägung eines Mutterarchetyps mit zerstörerischen und verschlingenden Zügen.

### Strukturalismus
In der Familiensoziologie wird im Rahmen des Strukturalismus folgende These vertreten: In allen Kernfamilien gibt es Paarfiguren mit größerer emotionaler Nähe (z. B. Vater + Tochter plus Mutter + Sohn), die somit strukturell dafür sorgen, dass Vater + Sohn, Mutter + Tochter und übrigens auch Vater + Mutter auf merklich größerer Distanz zueinander stehen. Wenn jetzt die Tochter vom Kind zur Jugendlichen wird, tritt sie zunehmend in Konkurrenz zur Rolle der Mutter als erwachsener Frau; Konflikte sind vorhersehbar; das Kampffeld der Mutter wird (mehr als bei Vater + Sohn) der eigene Haushalt sein, und die herkömmliche Distanz verstärkt die Konkurrenz.
Aus der „lieben“ Mutter, und auch aus der „lieben“ Tochter, wird eine „böse“. Das überrascht oft beide Teile: Die Mutter wirkt hier „wie ausgetauscht“, und zwar zu einer feindseligen „Stiefmutter“.
Ein weiterer Grund für den starken Anteil von Stiefmüttern in der Literatur liegt in der hohen Müttersterblichkeit bis ins 19. Jahrhundert: infolge von Wiederheirat der Väter wuchsen viele Kinder unter der Obhut von Stiefmüttern auf.